# AcceptCard
AcceptCard er et dansk kreditkort, der drives af Santander Consumer Bank.
Kortet blev lanceret i 1995 og er med sine 140.000 kunder et af landets største betalingskort, kun overgået af Dankortet.[kilde mangler] AcceptCard fås også med MasterCard, således at kortet kan bruges over hele verden.[kilde mangler]
Tidligere ejere af AcceptCard:
GE Money Bank, Finax FinansService A/S, AcceptFinans.